# Айхенбарлебен
Айхенбарлебен (нем. Eichenbarleben) — район общины Хоэ-Бёрде в Германии, в земле Саксония-Анхальт, район Бёрде. Население составляло 1169 человек (на 31 декабря 2006 года). Занимает площадь 11,66 км².
Имеется несколько исторических церквей и замок Айхенбарлебен.

## География
Расположен на равнине Магдебургская Бёрде. Через Айхенбарлебен проходит федеральная трасса 1 (Бундесштрассе 1) между Магдебургом и Хельмштедтом.
Айхенбарлебен образован районами: Айхенбарлебен, Маммендорф и жилым районом около станции Октмерслебен.

## История
Впервые упоминается в документах в 1140 году. Замок, обнесённый рвом, в 1283 году. В 1313 году владевшие землей феодалы вложили свои владения, частично находившиеся в аренде, в Цистерианский монастырь.

## Население
| Год  | Численность | Численность |
| ---- | ----------- | ----------- |
| 2012 | 1163        | [ 2 ]       |

Динамика численности населения
| Год                | 1785 | 1820 | 1842 | 1890 | 1970 | 2008 | 2012 | 2020 |
| ------------------ | ---- | ---- | ---- | ---- | ---- | ---- | ---- | ---- |
| Количество жителей | 427  | 566  | 655  | 1070 | 2489 | 1169 | 1163 | 910  |

## Религия
Две церкви Айхенбарлебена расположены на Бундесштрассе 1, всего в 60 метрах друг от друга:
- Церковь Святого Николая. Большой храм в честь Николая Мирликийского, вероятно, датируется 13 веком. Приход принадлежит Евангелической церкви Германии.
- Церковь Святого Бенедикта. Небольшой католический храм в честь Бенедикта Нурсийского, был построен в 1952—1953 годах. С 2010 года принадлежит приходу Св. Христофора, базирующемуся в Хальденслебене.

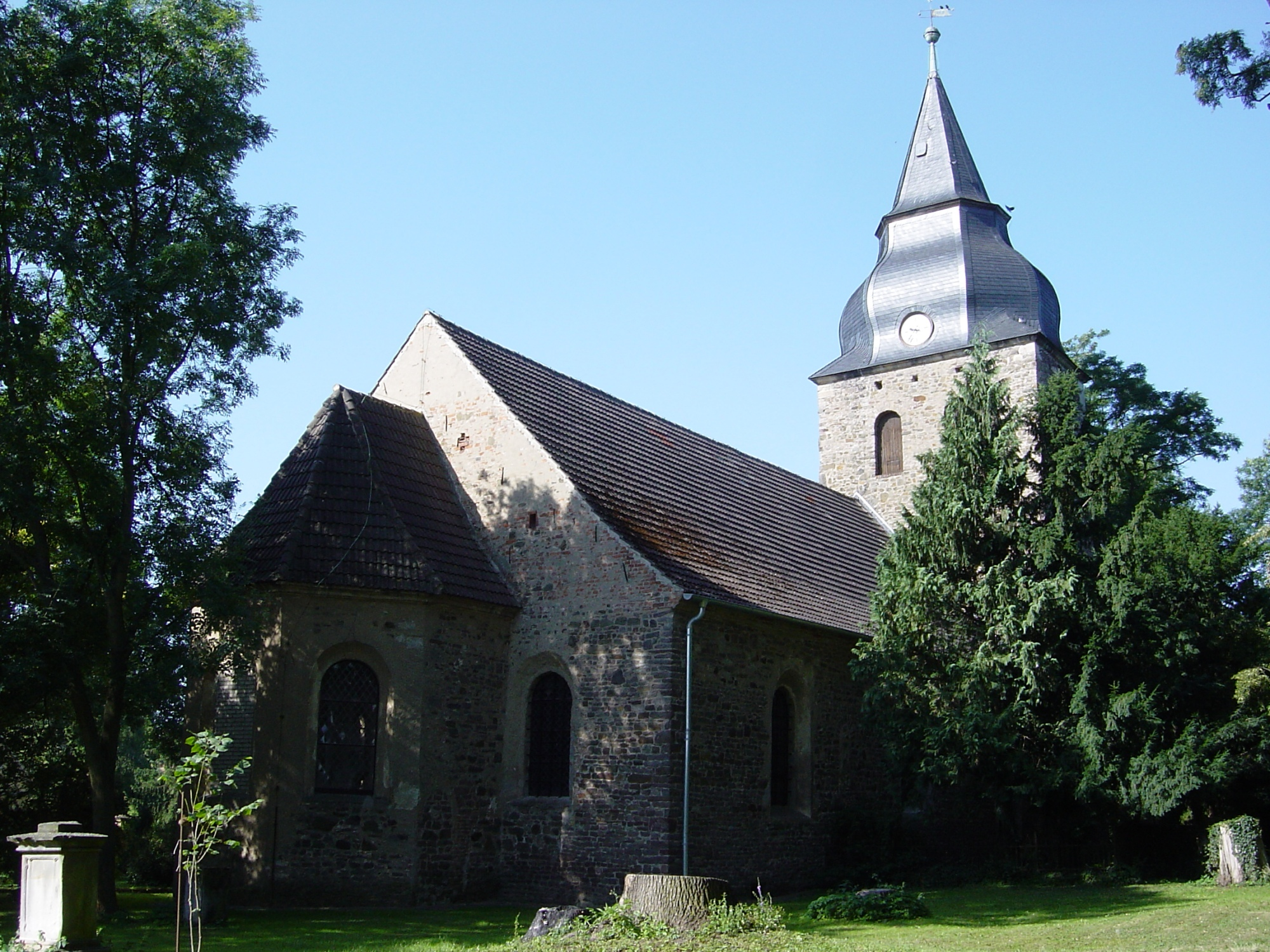
Церковь Св. Николая
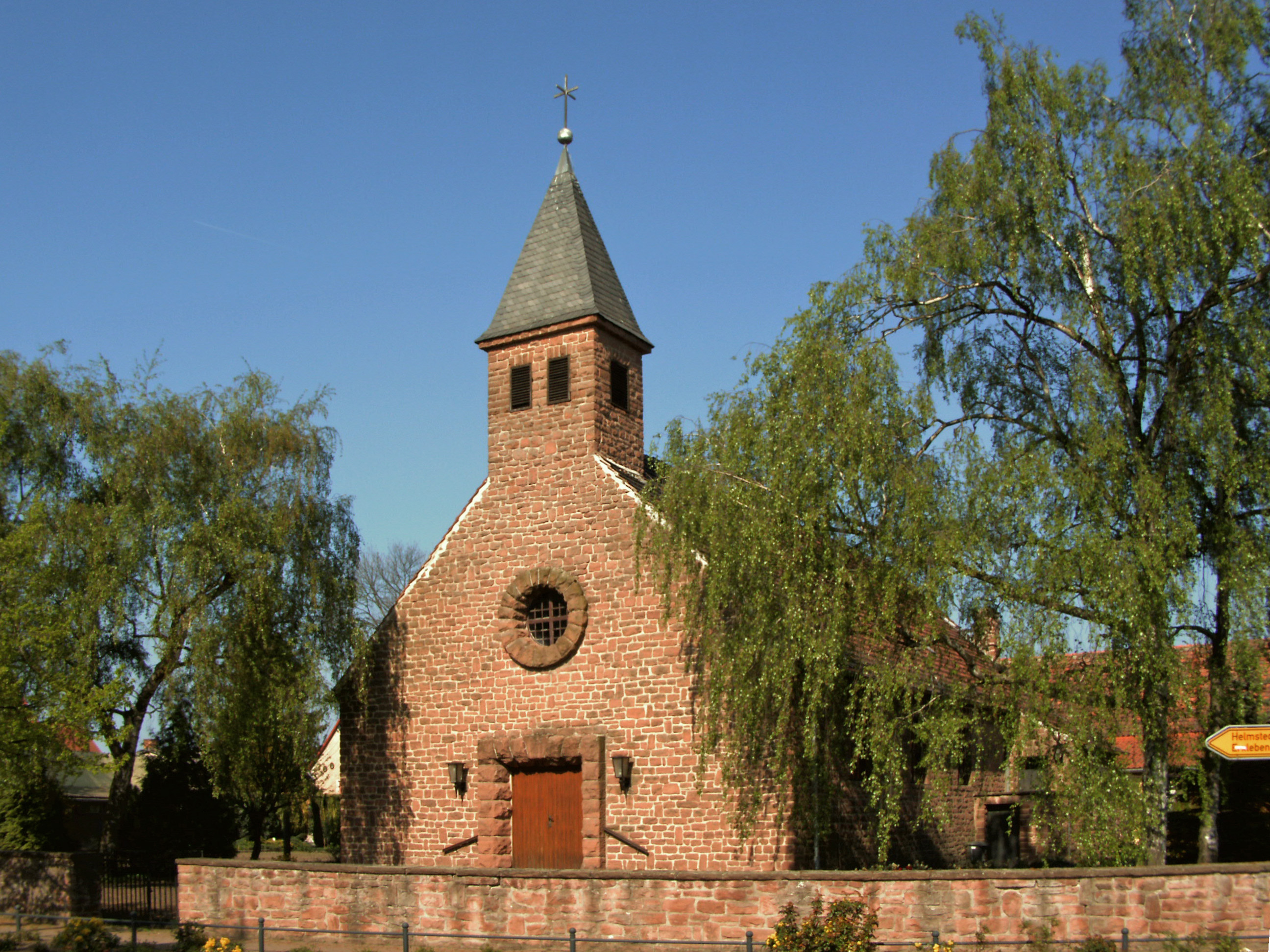
Церковь Св. Бенедикта

## Уроженцы
- Альвенслебен, Густав фон — прусский генерал.
- Альвенслебен, Константин фон — прусский генерал пехоты.